# Clear Creek County
Clear Creek County je okres ve státě Colorado v USA. K roku 2000 zde žilo 9 322 obyvatel. Správním městem okresu je Georgetown. Celková rozloha okresu činí 1 027 km².